# Liste von antarktischen und subantarktischen Inseln

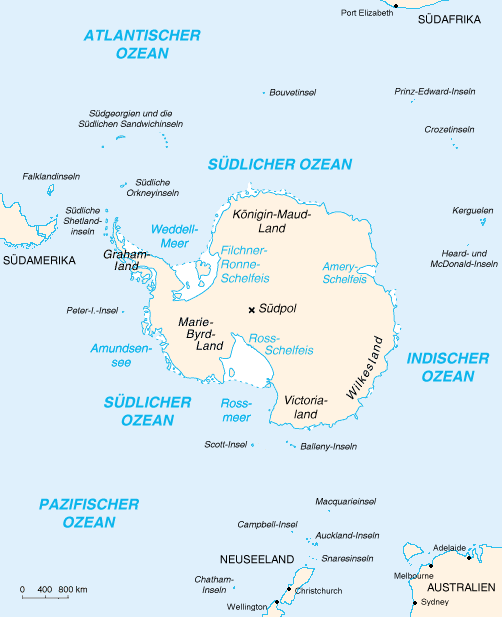
Die Antarktis und sie umgebende Inseln

Zu den antarktischen Inseln bzw. den subantarktischen Inseln gehören alle Inseln und Inselgruppen im Südpazifik, im Südatlantik, im Südindik und im Südlichen Ozean, welche südlicher als die Antarktische Konvergenz liegen.

## Antarktische Inseln und Inselgruppen
Die größten antarktischen Inseln sind:
| Insel              | Koordinaten           | Fläche (km²) | Höhe (m) | Bemerkungen                     |
| ------------------ | --------------------- | ------------ | -------- | ------------------------------- |
| Alexander-I.-Insel | 70° 46′ S, 071° 15′ W | 49.070       | 2976     |                                 |
| Berkner-Insel      | 79° 20′ S, 048° 07′ W | 43.873       | 975      | keine Insel, sondern Eiskuppel! |
| Thurston-Insel     | 72° 10′ S, 099° 00′ W | 15.700       | 714      |                                 |
| Carney-Insel       | 73° 56′ S, 121° 00′ W | 8.500        | 862      |                                 |
| Roosevelt-Insel    | 79° 17′ S, 162° 00′ W | 7.910        | 550      | keine Insel, sondern Eiskuppel! |
| Siple-Insel        | 73° 44′ S, 125° 12′ W | 6.390        | 3110     |                                 |
| Adelaide-Insel     | 67° 12′ S, 068° 30′ W | 4.463        | 2317     |                                 |
| Spaatz-Insel       | 73° 00′ S, 075° 00′ W | 4.100        | 1576     |                                 |
| Ross-Insel         | 77° 30′ S, 168° 00′ O | 2.460        | 3794     |                                 |
| James-Ross-Insel   | 64° 10′ S, 057° 45′ W | 2.378        | 1630     |                                 |

### Weitere Inselgruppen und Inseln in deröstlichen Antarktis
- Burkett-Inseln (66° 55′ S, 50° 18′ O)
- Adams Island (66° 33′ S, 92° 35′ O)
- Balleny-Inseln (66° 55′ S, 163° 45′ O)
  - Buckle Island (66° 39′ S, 163° 12′ O)
  - Sabrina Island (66° 58′ S, 163° 17′ O)
  - Sturge Island (67° 30′ S, 164° 38′ O)
- Dellbridge-Inseln (77° 43′ S, 166° 12′ O)
  - Inaccessible Island (77° 39′ 0″ S, 166° 21′ 0″ O)
  - Tent Island (77° 41′ 0″ S, 166° 23′ 0″ O)
  - Big Razorback (77° 41′ S, 166° 30′ O)
  - Little Razorback (77° 40′ S, 166° 32′ O)
- Beaufort-Insel (76° 58′ S, 167° 0′ O)
- White Island (78° 8′ S, 167° 24′ O)
- Black Island (78° 7′ S, 168° 8′ O)
- Franklin-Insel (76° 4′ 59″ S, 168° 18′ 59″ O)
- Coulman-Insel (73° 30′ S, 169° 45′ O)

### Weitere Inselgruppen und Inseln in derwestlichen Antarktis
- Hearst-Insel (69° 25′ S, 62° 10′ W)
- Bear-Insel (68° 9′ S, 67° 14′ W)
- Adelaide- und Biscoe-Inseln (67° 11′ S, 68° 26′ W)
- Latady-Insel (70° 45′ S, 74° 35′ W)
- Charcot-Insel (69° 45′ S, 75° 15′ W)
- Peter-I.-Insel (68° 52′ 55″ S, 90° 34′ 12″ W)
- Scott-Insel (67° 22′ S, 179° 52′ W)

## Subantarktische Inseln und Inselgruppen
Zu den subantarktischen Inseln (zwischen etwa 49° südlicher Breite und 66° 33′ 38″ südlicher Breite) gehören etwa:
Der Antarktischen Halbinsel vorgelagerte Inseln und Inselgruppen
- Cockburn-Insel (64° 12′ S, 56° 51′ W)
- Devil Island (63° 48′ S, 57° 17′ W)
- James-Ross-Insel (64° 12′ S, 57° 45′ W)
- Joinville-Inseln (63° 15′ S, 55° 15′ W)
  - Dundee-Insel (63° 30′ S, 55° 55′ W)
  - D’Urville-Insel (63° 5′ S, 56° 25′ W)
  - Joinville-Insel (63° 21′ S, 55° 40′ W)
  - Paulet-Insel (63° 35′ S, 55° 47′ W)
- Lindenberginsel (64° 55′ 0″ S, 59° 40′ 0″ W)
- Lockyer-Insel (64° 26′ 30″ S, 57° 38′ 30″ W)
- Nansen-Insel (64° 35′ S, 62° 6′ W)
- Palmer-Archipel
  - Anvers-Insel (64° 36′ S, 63° 30′ W)
  - Brabant-Insel (64° 15′ S, 62° 20′ W)
  - Doumer-Insel (64° 51′ S, 63° 35′ W)
  - Gossler-Insel (64° 42′ S, 64° 22′ W)
  - Goudier-Insel (64° 50′ S, 63° 30′ W)
  - Hoseason Island (63° 45′ S, 61° 39′ W)
  - Melchior-Inseln (64° 19′ S, 62° 57′ W)
    - Bremeninsel (64° 19′ S, 62° 56′ W)
    - Omegainsel (64° 19′ 59″ S, 62° 55′ 59″ W)

  - Rosenthalinseln (64° 36′ S, 64° 17′ W)
  - Trinity-Insel (63° 45′ S, 60° 44′ W)
  - Two Hummock Island (64° 8′ S, 61° 42′ W)
  - Wiencke-Insel (64° 50′ S, 63° 23′ W)
- Robbeninseln (65° 0′ S, 60° 13′ W)
- Robertson-Insel (65° 10′ S, 59° 37′ W)
- Seymour-Insel (64° 14′ S, 56° 37′ W)
- Snow Hill Island (64° 28′ S, 57° 12′ W)
- Vega-Insel (63° 50′ S, 57° 25′ W)

Inseln und Inselgruppen vor der Küste Ostantarktikas
- Bowman-Insel (65° 16′ S, 103° 6′ O)
- Haswell-Insel (66° 31′ S, 93° 0′ O)
- Henderson Island (66° 22′ S, 97° 10′ O)
- Masson Island (66° 8′ S, 96° 35′ O)
- Windmill-Inseln (66° 21′ S, 110° 25′ O)
  - Holl-Insel (66° 25′ S, 110° 26′ O)

Sonstige Inseln und Inselgruppen im Südlichen Ozean
- Südliche Orkneyinseln (60° 40′ 55″ S, 45° 11′ 10″ W)
  - Coronation-Insel (60° 35′ S, 45° 37′ W)
  - Inaccessible Islands (60° 34′ S, 46° 44′ W)
  - Laurie Island (60° 43′ S, 44° 31′ W)
  - Powell Island (60° 41′ S, 45° 2′ W)
  - Signy Island (60° 43′ S, 45° 35′ W)
- Südliche Shetlandinseln (62° 0′ S, 58° 0′ W)
  - Bridgeman Island (62° 4′ S, 56° 44′ W)
  - Clarence Island (61° 13′ S, 54° 6′ W)
  - Cornwallis-Insel (61° 4′ S, 54° 28′ W)
  - Deception Island (62° 56′ S, 60° 38′ W)
  - Elephant Island (61° 1′ S, 54° 54′ W)
  - Gibbs Island (61° 42′ 20″ S, 55° 49′ 19″ W)
  - Greenwich Island (62° 31′ S, 59° 47′ W)
  - Half Moon Island (62° 35′ S, 59° 56′ 30″ W)
  - King George Island (62° 2′ S, 58° 21′ W)
  - Livingston Island (62° 36′ S, 60° 30′ W)
  - Low Island (63° 17′ S, 62° 8′ W)
  - Nelson Island (62° 17′ 15″ S, 59° 2 ′30″ W)
  - Penguin Island (62° 6′ S, 57° 54′ W)
  - Robert Island (62° 24′ S, 59° 30′ W)
  - Rowett Island (61° 17′ 7″ S, 55° 12 ′54″ W)
  - Rugged Island (62° 38′ S, 61° 15′ W)
  - Smith Island (62° 59′ S, 62° 30′ W)
  - Snow Island (62° 47′ S, 61° 23′ W)
- Young Island (Antarktis) (66° 25′ S, 162° 17′ O)

Inseln und Inselgruppen im Atlantischen Ozean
- Bouvetinsel (54° 26′ S, 3° 24′ O)
- Diego-Ramírez-Inseln (56° 30′ S, 68° 43′ W)
- Südgeorgien (54° 19′ S, 36° 39′ W)
  - Hauptinsel Südgeorgien
  - Annenkov Island
  - Bird Island
  - Cooper-Insel
  - Grass Island
  - Pickersgill-Inseln
  - Welcome Islands
  - Willisinseln
  - Clerke Rocks (55° 02′ S, 34° 41′ W)
  - Shag Rocks (53° 33′ S, 42° 2′ W)
- Südliche Sandwichinseln (57° 45′ S, 26° 30′ W)
  - Traversayinseln
    - Sawodowskiinsel56° 30′ S, 27° 43′ W
    - Leskowinsel56° 40′ S, 28° 10′ W
    - Wisokoiinsel56° 42′ S, 27° 12′ W

  - Candlemasinseln (bisweilen den Traversayinseln zugerechnet)
    - Candlemas57° 5′ S, 26° 39′ W
    - Vindication57° 6′ S, 26° 47′ W

  - Zentral gelegene Inseln
    - Saundersinsel57° 47′ S, 26° 27′ W
    - Montagu Island58° 25′ S, 26° 23′ W
    - Bristol Island59° 2′ S, 26° 33′ W

  - Südliche Thuleinseln
    - Bellingshausen59° 25′ S, 27° 3′ W
    - Cook-Insel 59° 27′ S, 27° 10′ W
    - Morrell-Insel 59° 27′ S, 27° 18′ W

Inseln und Inselgruppen im Indischen Ozean
- Heard und McDonaldinseln (53° 02′ 30″ S, 72° 35′ 56″ O)
- Kerguelen (49° 20′ S, 69° 20′ O)

Inseln und Inselgruppen im Pazifischen Ozean
- Antipoden-Inseln (49° 40′ S, 178° 46′ O)
- Aucklandinseln (50° 42′ S, 166° 5′ O)
- Bountyinseln (47° 45′ S, 179° 3′ O)
- Campbell Island (52° 32′ 24″ S, 169° 8′ 42″ O)
- Macquarieinsel (54° 30′ S, 158° 57′ O)
- Snaresinseln (48° 1′ S, 166° 36′ O)